# Vụ ám sát William McKinley
William McKinley, tổng thống thứ 25 của Hoa Kỳ, đã bị bắn tại triển lãm Pan-American tại Temple of Music, Buffalo, New York, vào ngày 6 tháng 9 năm 1901, sáu tháng sau khi tuyên thệ nhiệm kì 2 vào ngày 4 tháng 3 năm 1901. Thời điểm xảy ra vụ ám sát, ông đang bắt tay với công chúng thì kẻ ám sát Leon Czolgosz tiếp cận ông rồi bắn ông 2 phát vào bụng. McKinley qua đời 8 ngày sau, vào ngày 14 tháng 9, do nhiễm trùng vết thương. Sự kiện ám sát tổng thống William McKinley là sự kiện ám sát tổng thống thành công thứ 3 trong lịch sử, sau 2 sự kiện ám sát tổng thống trước đó là Abraham Lincoln (1865) và James A. Garfield (1881).
Czolgosz, kẻ ám sát tổng thống đã mất việc trong thời kỳ hoảng loạn kinh tế năm 1893 và chuyển sang chủ nghĩa vô chính phủ, một triết lý chính trị được tuân thủ bởi các sát thủ gần đây của các nhà lãnh đạo. Y coi McKinley là một biểu tượng của sự áp bức và tin chắc rằng đó là nhiệm vụ của một kẻ vô chính phủ để giết ông. Y không thể đến gần tổng thống trong một chuyến thăm trước đó, nhưng y đã bắn McKinley hai lần khi ông bắt tay với hắn trong hàng tiếp tân ở Temple of Music. Một viên đạn sượt qua McKinley; viên còn lại thì bắn vào bụng ông và không bao giờ được tìm thấy sau đó.
McKinley ban đầu có vẻ như đang hồi phục, nhưng ông đã trở nên tồi tệ hơn vào ngày 13 tháng 9 khi vết thương của ông bị nhiễm trùng, và ông mất vào sáng sớm hôm sau; ông đã được kế nhiệm bởi Phó Tổng thống của mình, Theodore Roosevelt. Czolgosz đã bị kết án tử hình trên ghế điện, và Quốc hội đã thông qua đạo luật để chính thức cho phép Sở Mật vụ có trách nhiệm bảo vệ tổng thống.

## Nguyên nhân
Leon Czolgosz sinh ra ở Detroit, Michigan, vào năm 1873, con trai của người nhập cư Ba Lan. Gia đình Czolgosz đã di chuyển nhiều lần khi Paul Czolgosz, cha của Leon, tìm kiếm công việc trên khắp miền Trung Tây. Khi trưởng thành, Leon Czolgosz làm việc trong một nhà máy ở Cleveland cho đến khi ông mất việc trong một cuộc hỗn loạn kinh tế năm 1893. Sau đó, y làm việc bất thường và tham dự các cuộc họp chính trị và tôn giáo, cố gắng tìm hiểu lý do của sự hỗn loạn kinh tế năm 1893. Khi làm như vậy, y bắt đầu quan tâm đến chủ nghĩa vô chính phủ. Đến năm 1901, phong trào này làm mọi người sợ hãi tại Hoa Kỳ - dẫn đến việc Toà án Tối cao New York phán quyết rằng hành động tự nhận mình là người vô chính phủ trước mọi người là vi phạm hòa bình. Những người theo chủ nghĩa vô chính phủ đã gây thiệt hại ở châu Âu bằng cách ám sát hoặc cố gắng ám sát nửa tá quan chức và thành viên của các gia đình hoàng gia, và đã bị quy trách nhiệm cho vụ đánh bom Haymarket năm 1886 ở Chicago.
Hai tổng thống Mỹ đã bị ám sát vào thế kỷ 19, ông Abraham Lincoln vào năm 1865 và James A. Garfield năm 1881. Ngay cả khi xem xét lịch sử này, McKinley không thích nhân viên an ninh đến giữa anh ta và người dân. Khi ở quê nhà, Canton,Ohio, ông thường đi bộ đến nhà thờ hoặc khu thương mại mà không có sự bảo vệ, và ở Washington đã lái xe cùng vợ mà không có bất kỳ người bảo vệ nào trong xe ngựa.

## Chuyến thăm đến Buffalo

### Chuyến thăm đến Buffalo
McKinley đã có một bài phát biểu ngắn trong lễ nhậm chức lần thứ hai vào ngày 4 tháng 3 năm 1901.  Từ lâu đã là người ủng hộ bảo vệ thuế quan, và tin rằng Thuế quan Dunley, được thông qua trong năm đầu tiên cầm quyền, đã giúp quốc gia đạt được sự thịnh vượng, McKinley đã lên kế hoạch đàm phán các hiệp định thương mại đối với các nước khác. Điều này sẽ mở ra thị trường nước ngoài cho các nhà sản xuất Hoa Kỳ đã thống trị thị trường trong nước nhờ thuế quan, và những người tìm cách mở rộng nó. Trong một chuyến đi dài được lên kế hoạch cho những tháng sau khi nhậm chức, ông dự định sẽ có những bài phát biểu quan trọng thúc đẩy kế hoạch này, kết thúc là một chuyến thăm và giải quyết tại Triển lãm Pan-American tại Buffalo vào ngày 13 tháng 6.
McKinley, vợ Ida và những người trong đảng của họ rời Washington vào ngày 29 tháng 4 để tham quan quốc gia bằng tàu hỏa, dự kiến kết thúc tại Buffalo để có bài phát biểu về ngày được chỉ định là "Ngày của Tổng thống". Ông đã gặp những cuộc tiếp đãi cuồng nhiệt ở Viễn Tây, nơi chưa bao giờ nhìn thấy một tổng thống. Tại California, Đệ nhất phu nhân bị bệnh nặng và trong một thời gian được cho là sắp chết. Cô đã hồi phục ở San Francisco, nhưng chồng cô đã hủy phần còn lại của chuyến lưu diễn và McKinley trở về Washington. Bài phát biểu tại Triển lãm đã bị hoãn lại cho đến ngày 5 tháng 9, sau khi McKinley dành một vài tuần ở Washington và hai tháng ở Canton. Ông đã sử dụng thời gian của mình tại nhà ở Ohio để thực hiện bài phát biểu Buffalo và giám sát các cải tiến cho ngôi nhà của mình. Ông dự định ở lại Canton cho đến tháng Mười.
Vào ngày 3 tháng 9, Czolgosz đã đến Cửa hàng phần cứng của Walbridge trên Phố chính của Buffalo và mua một khẩu súng lục ổ quay Iver Johnson 32 cỡ nòng. Y vẫn chưa có kế hoạch rõ ràng cho vụ ám sát Tổng thống. Ngày hôm sau, William và Ida McKinley đến Buffalo bằng tàu hỏa. Khẩu súng đại bác chào Tổng thống khi ông tới thành phố đã được đặt quá gần đường ray, và vụ nổ đã thổi bay nhiều cửa sổ trên tàu, khiến Đệ nhất phu nhân lo lắng.  Khoảng một chục người trên tàu, tin rằng thiệt hại là do một quả bom gây ra, hét lên "Những kẻ vô chính phủ!" Khi William McKinley bước xuống từ tàu để chào đón chính thức, Czolgosz đã tiến lên trong đám đông, nhưng thấy Tổng thống được bảo vệ quá chặt để cố gắng thực hiện âm mưu cả cuộc sống của mình.

## Vụ Ám sát
Chuyến đi tới Buffalo của McKinley là một phần của kế hoạch vắng mặt mười ngày từ Canton, bắt đầu vào ngày 4 tháng 9 năm 1901, bao gồm một chuyến viếng thăm ở Cleveland tới một cuộc bao vây của Quân đội Cộng hòa; ông là một thành viên như một cựu chiến binh Liên minh. McKinley ở lại Buffalo tại Milburn House, ngôi nhà lớn của chủ tịch Triển lãm, John G. Milburn. Vào thứ bảy, ngày 7 tháng 9, họ sẽ tới Cleveland và ở tại nhà của doanh nhân và thống đốc tương lai Ohio Myron Herrick, một người bạn của Tổng thống, và sau đó với người bạn thân và cố vấn của McKinley, Thượng nghị sĩ Ohio Mark Hanna. Khi đến Buffalo, nhóm tổng thống được lái xe qua các khu hội chợ trên đường đến Milburn House, dừng lại một chút tại Cầu Triumphal tại Triển lãm để du khách có thể nhìn vào các điểm tham quan của hội chợ.
Khi ở Buffalo, McKinley có hai sự kiện: Vào thứ năm, ngày 5 tháng 9, anh sẽ gửi bài phát biểu của mình và sau đó tham quan hội chợ. Ngày hôm sau, anh đến thăm Thác Niagara, và khi trở về Buffalo, gặp gỡ công chúng tại Đền Âm nhạc trong khuôn viên Triển lãm. Chuyến thăm của Tổng thống nổi tiếng đã được quảng cáo rầm rộ. Lễ tân công cộng tại Temple of Music không thích thư ký riêng của ông, George B. Cortelyou, người lo ngại cho an ninh của Tổng thống, hai lần cố gắng loại bỏ nó khỏi chương trình. McKinley đã khôi phục nó mỗi lần; ông muốn ủng hộ hội chợ (ông đồng ý với chủ đề hợp tác bán cầu), thích gặp gỡ mọi người và không sợ những kẻ ám sát tiềm năng. Khi Cortelyou hỏi McKinley lần cuối cùng để loại bỏ sự kiện này khỏi lịch trình, Tổng thống trả lời: "Tại sao tôi phải làm thế? Không ai muốn làm tổn thương tôi." Cortelyou cảnh báo McKinley rằng nhiều người sẽ thất vọng vì Tổng thống sẽ không có thời gian để bắt tay với tất cả những người sẽ xếp hàng để gặp ông. McKinley trả lời: "Chà, dù sao họ cũng sẽ biết tôi đã thử."  Không thể thuyết phục Tổng thống thay đổi lịch trình của mình, Cortelyou đã điện báo cho chính quyền ở Buffalo.
Vào sáng thứ Năm, ngày 5 tháng 9, đám đông vào sớm và tìm kiếm những điểm tốt để chứng kiến bài phát biểu của Tổng thống. Esplanade, không gian rộng lớn gần Cầu khải hoàn, nơi Tổng thống sẽ phát biểu, chứa đầy những người sòng phẳng; đám đông tràn vào Đài phun nước gần đó.
Czolgosz, để súng trong túi, đã đến sớm tại hội chợ, và khá gần bục trước khi McKinley đến. Anh ta đã cân nhắc việc bắn Tổng thống trong bài phát biểu của mình, nhưng cảm thấy không thể chắc chắn về việc bắn trúng mục tiêu của mình; anh cũng bị đám đông chen lấn. Czolgosz đã không quyết định khi McKinley kết thúc bài phát biểu của mình và biến mất sau các nhân viên bảo vệ.  Tuy nhiên, ông đã cố gắng theo McKinley khi Tổng thống bắt đầu chuyến tham quan hội chợ, nhưng bị các sĩ quan đẩy lùi.  Czolgosz không còn cơ hội nào để đến gần Tổng thống vào ngày hôm đó, và ông quay trở lại căn phòng thuê 2 đô la / tuần của mình trên một quán rượu.
Khi có cơ hội tổ chức tiệc chiêu đãi công khai cho Tổng thống McKinley, các nhà tổ chức hội chợ đã chọn đặt nó trong Temple of Music. Khi McKinley vào toà nhà, ông bắt tay từng khán giả một. Nhận thấy cơ hội đã đến, Czolgosz bắt đầu thực hiện âm mưu của mình. Khi McKinley đưa tay ra ngỏ ý bắt tay với y, y giơ súng bắn 2 lần vào bụng McKinley, một phát sượt qua bụng của ông, phát còn lại bắn trúng bụng ông.

## Cấp cứu và qua đời
Tổng thống được nhập viện sau đó. Đến 7 tháng 9, tổng thống đã phục hồi rõ ràng và có thể thoải mái nói chuyện. Tuy nhiên, đến sáng 13 tháng 9, McKinley đổ gục. Phó Tổng thống Roosevelt được lệnh phải về Buffalo ngay lập tức. Đến 14 tháng 9, Tổng thống thứ 25 của Hoa Kỳ William McKinley đã qua đời. Phó Tổng thống Theodore Roosevelt kế nhiệm trở thành Tổng thống.